# Elephantomyia (Elephantomyia) curtirostris
Elephantomyia (Elephantomyia) curtirostris is een tweevleugelige uit de familie steltmuggen (Limoniidae). De soort komt voor in het Nearctisch gebied.